# HD148848
HD148848 — хімічно пекулярна зоря спектрального класу
A0 й має видиму зоряну величину в смузі V приблизно  7,5.

## Пекулярний хімічний склад
Зоряна атмосфера HD148848 має підвищений вміст 
Si
.